# جهان وارکرفت: دگرگونی
دنیای وارکرافت: کاتالیسم (به انگلیسی: World of Warcraft:cataclysm)، عنوان سومین بسته الحاقی برای بازی ویدئویی نقش‌آفرینی بر خط چندنفره گسترده دنیای وارکرفت و دنبالهٔ خشم پادشاه لیچ است که توسط بلیزارد انترتینمنت ساخته شده و در ۷ دسامبر سال ۲۰۱۰ به‌وسیلهٔ شرکت اکتیویژن بلیزارد برای مایکروسافت ویندوز و مک‌اواس منتشر شده‌است.
در این بسته الحاقی قاره‌های آزراث و کلیمدور به نسبت بسته‌های قبل به دلیل خشم دثوینگ دچار تغییرات زیادی می‌شوند؛ همچنین شغل جدید باستان‌شناسی و چند نقشه بتلگراند جدید در این بسته اضافه شدند؛ دو نژاد جدید به نام‌های «وُرگِن» برای متحدین، و نژاد گابلین برای هورد اضافه شده‌است.

## پوند به بیرون
- وبگاه رسمی بایگانی‌شده  در ۲۴ اوت ۲۰۰۹ توسط Wayback Machine (آمریکا)
- وبگاه رسمی بایگانی‌شده  در ۱۰ فوریه ۲۰۱۱ توسط Wayback Machine (اروپا)